# Hayden Foxe
Hayden Vernon Foxe est un footballeur australien né le 23 juin 1977 à Sydney. Il évolue au poste de défenseur.
Il a participé à la Coupe des confédérations 2001 avec l'équipe d'Australie.

## Sélections
- 11 sélections et 2 buts avec l'équipe d'Australie de football de 1998 à 2003.